# Brévillers (Somme)
Brévillers és un municipi francès situat al departament del Somme i a la regió dels Alts de França. L'any 2007 tenia 102 habitants.

## Demografia

### Població

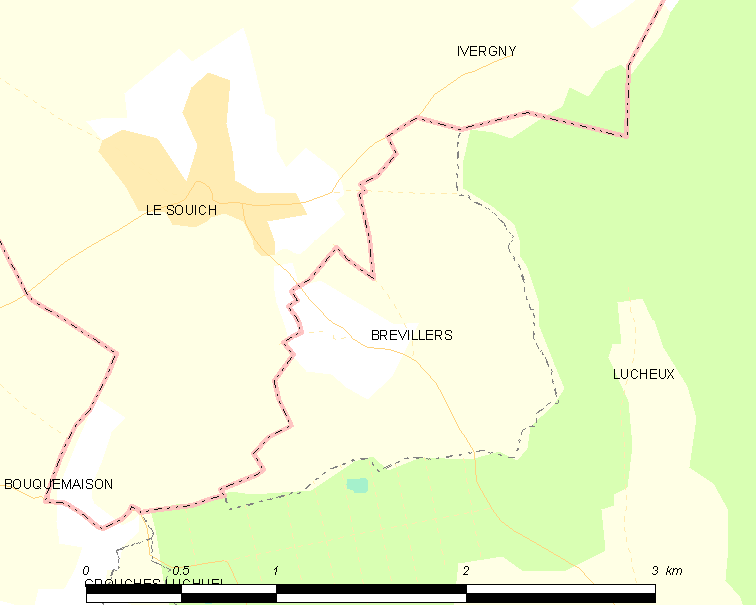
mapa del municipi

El 2007 la població de fet de Brévillers era de 102 persones. Hi havia 28 famílies de les quals 4 eren unipersonals (4 dones vivint soles i 4 dones vivint soles), 4 parelles sense fills i 20 parelles amb fills.
La població ha evolucionat segons el següent gràfic:
Habitants censats

### Habitatges
El 2007 hi havia 36 habitatges, 30 eren l'habitatge principal de la família, 5 eren segones residències i 1 estava desocupat. Tots els 36 habitatges eren cases. Dels 30 habitatges principals, 27 estaven ocupats pels seus propietaris i 3 estaven llogats i ocupats pels llogaters; 4 tenien tres cambres, 3 en tenien quatre i 23 en tenien cinc o més. 18 habitatges disposaven pel capbaix d'una plaça de pàrquing. A 11 habitatges hi havia un automòbil i a 15 n'hi havia dos o més.

### Piràmide de població

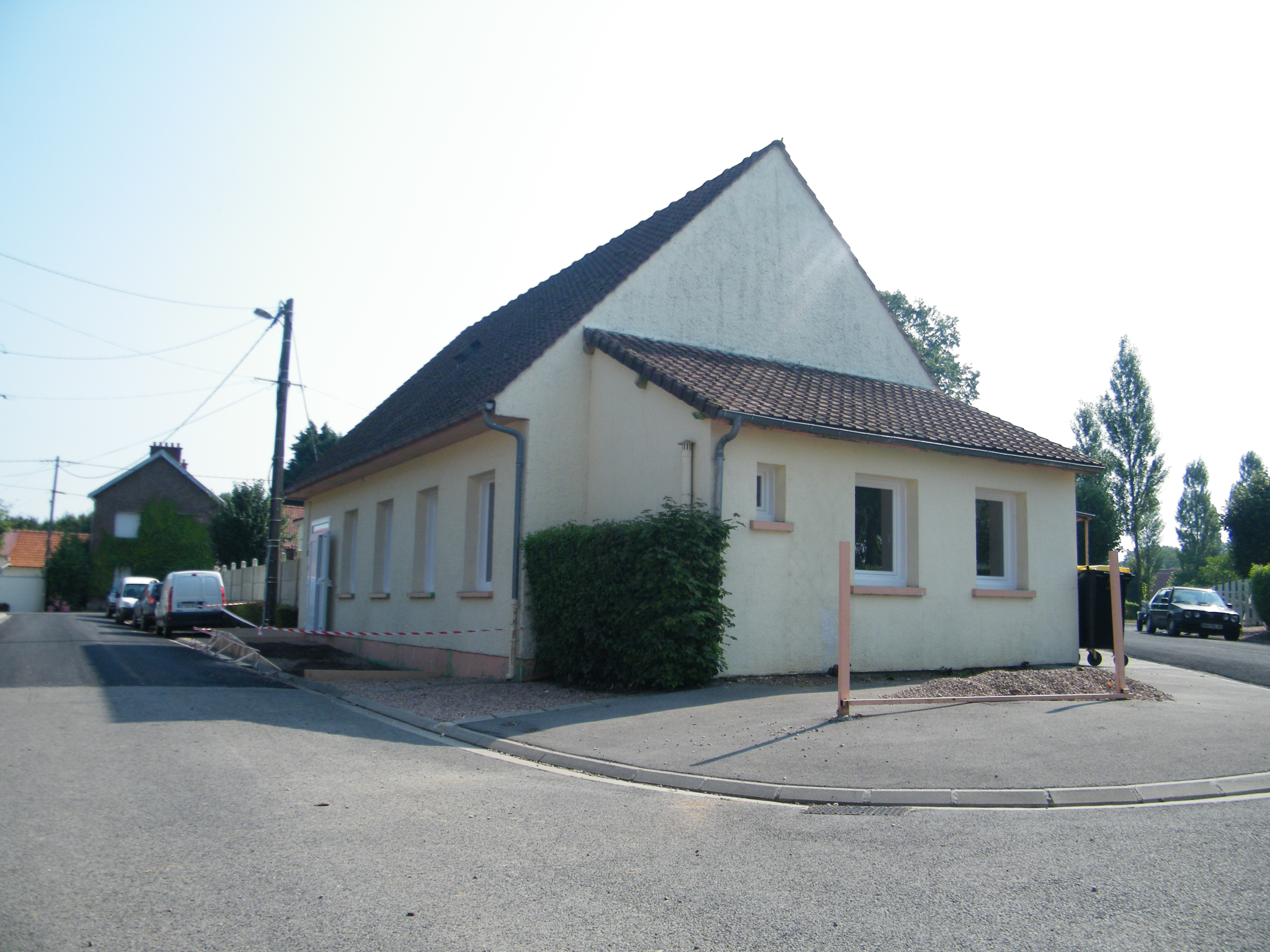

La piràmide de població per edats i sexe el 2009 era:
| Homes | Edats   | Dones |
| ----- | ------- | ----- |
| 0     | 95 o +  | 0     |
| 0     | 90 a 94 | 0     |
| 0     | 85 a 89 | 0     |
| 4     | 80 a 84 | 0     |
| 0     | 75 a 79 | 0     |
| 0     | 70 a 74 | 8     |
| 0     | 65 a 69 | 0     |
| 0     | 60 a 64 | 0     |
| 0     | 55 a 59 | 0     |
| 0     | 50 a 54 | 4     |
| 4     | 45 a 49 | 0     |
| 0     | 40 a 44 | 4     |
| 12    | 35 a 39 | 8     |
| 0     | 30 a 34 | 4     |
| 4     | 25 a 29 | 0     |
| 4     | 20 a 24 | 4     |
| 12    | 15 a 19 | 0     |
| 0     | 10 a 14 | 4     |
| 0     | 5 a 9   | 4     |
| 4     | 0 a 4   | 4     |

## Economia

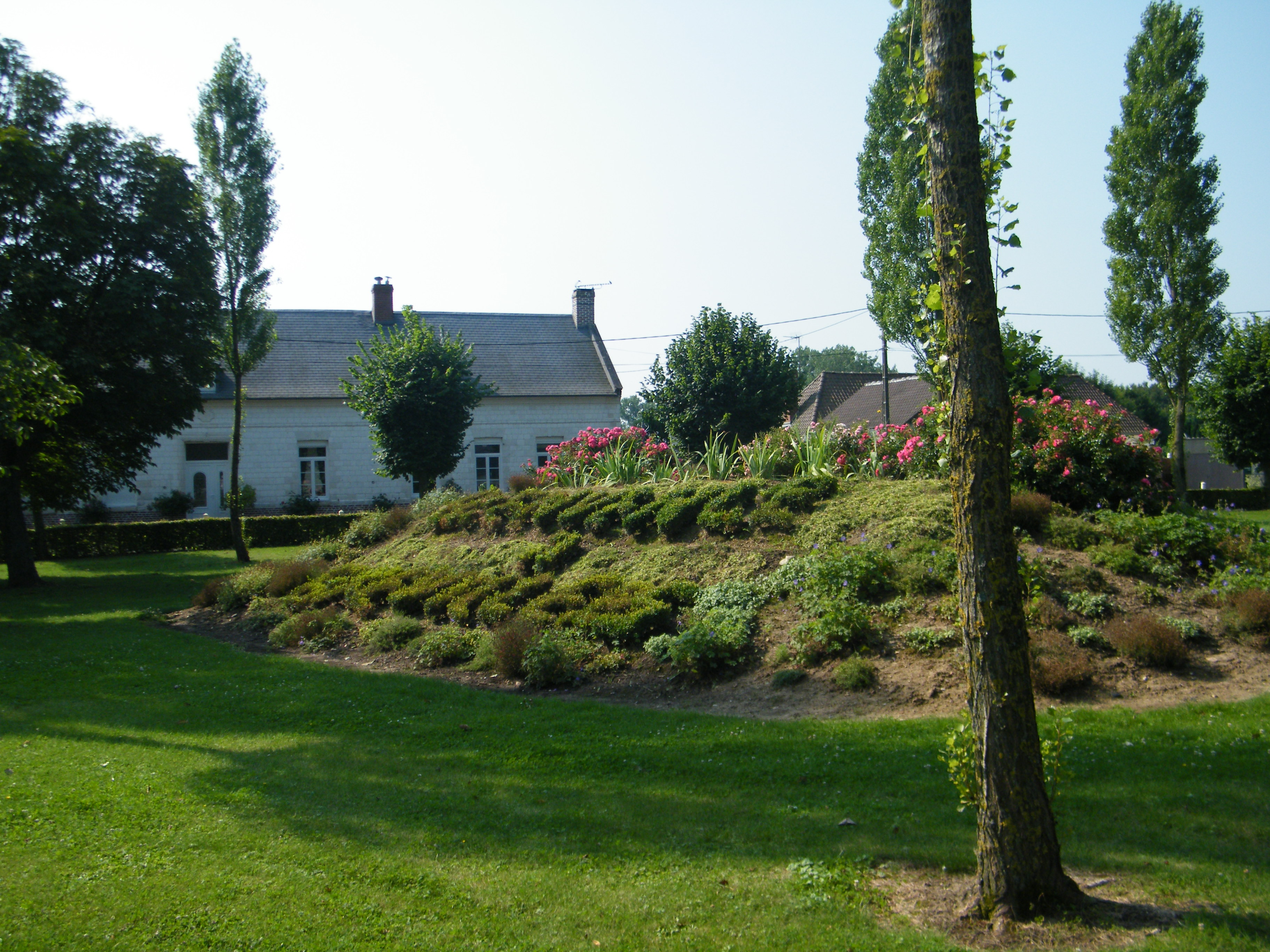

El 2007 la població en edat de treballar era de 63 persones, 43 eren actives i 20 eren inactives. De les 43 persones actives 40 estaven ocupades (19 homes i 21 dones) i 3 estaven aturades (2 homes i 1 dona). De les 20 persones inactives 2 estaven jubilades, 9 estaven estudiant i 9 estaven classificades com a «altres inactius».
Activitats econòmiques

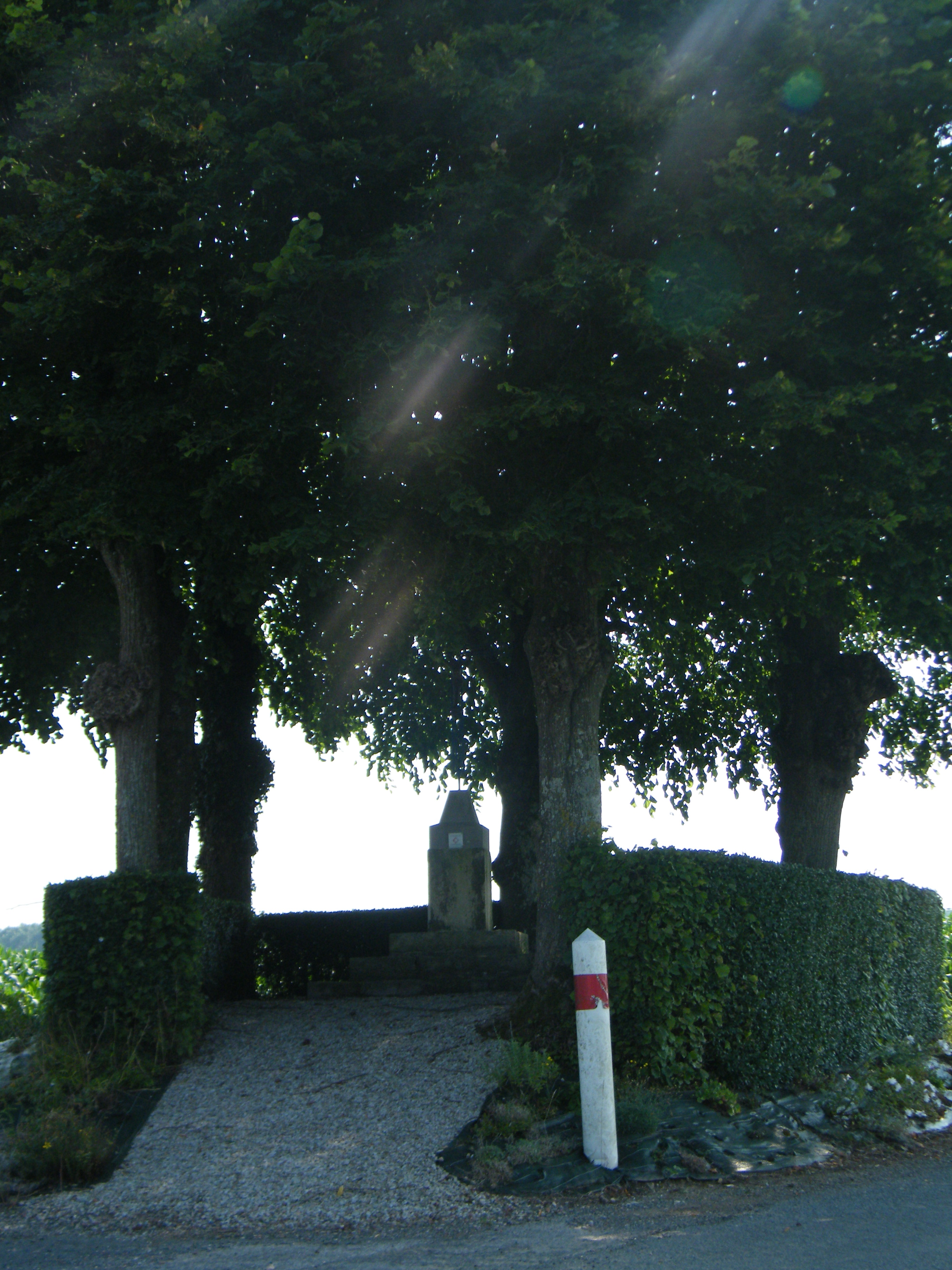

Dels 2 establiments que hi havia el 2007, 1 era d'una empresa de fabricació d'altres productes industrials i 1 d'una empresa de construcció.
L'únic servei als particulars que hi havia el 2009 era una empresa de construcció.

## Poblacions més properes
El següent diagrama mostra les poblacions més properes.